# Karthäuser Mühlenbach (Naturschutzgebiet)
Das Naturschutzgebiet Karthäuser Mühlenbach liegt auf dem Gebiet der Stadt Dülmen im Kreis Coesfeld in Nordrhein-Westfalen.
Das etwa 154,5 ha große Gebiet, das im Jahr 2003 unter Naturschutz gestellt wurde, erstreckt sich nördlich der Kernstadt Dülmen entlang des Karthäuser Mühlenbaches. Am südöstlichen Rand des Gebietes verläuft die A 43, im westlichen Bereich kreuzt die Landesstraße L 580 das Gebiet.